# محمد بن عبد الله بن جعفر الطيار
محمد بن عبد الله بن جعفر بن أبي طالب (توفي في 61هـ/ 680 م) شارك في معركة كربلاء مع الحسين، وقتل فيها. وبناء على ما ورد في بعض المصادر أنه ابن السيدة زينب. التحق هو وأخوه عون بوصية من أبيهما عبد الله بن جعفر بالحسين.

## نسبه
هو محمد بن عبد الله بن جعفر بن أبي طالب بن عبد المطلب جده جعفر بن أبي طالب المعروف بالطيار.رئيس المهاجرين الذين هاجروا إلى حبشة.
وفي أمّه قولان:
تتحدث بعض المصادر على أنّ أمّه هي زينب بنت علي وفاطمة.
هناك روايات تقول بأن أمّه الخوصاء بنت حفصة بن ثقيف.

## مقتله
قُتل هو وأخوه عون، في معركة كربلاء، وقاتل حتى قتل 10 رجال، ثم قتله عامر بن نهشل التميمي، وكان يرتجز قائلاً: